# Fumiyuki Beppu

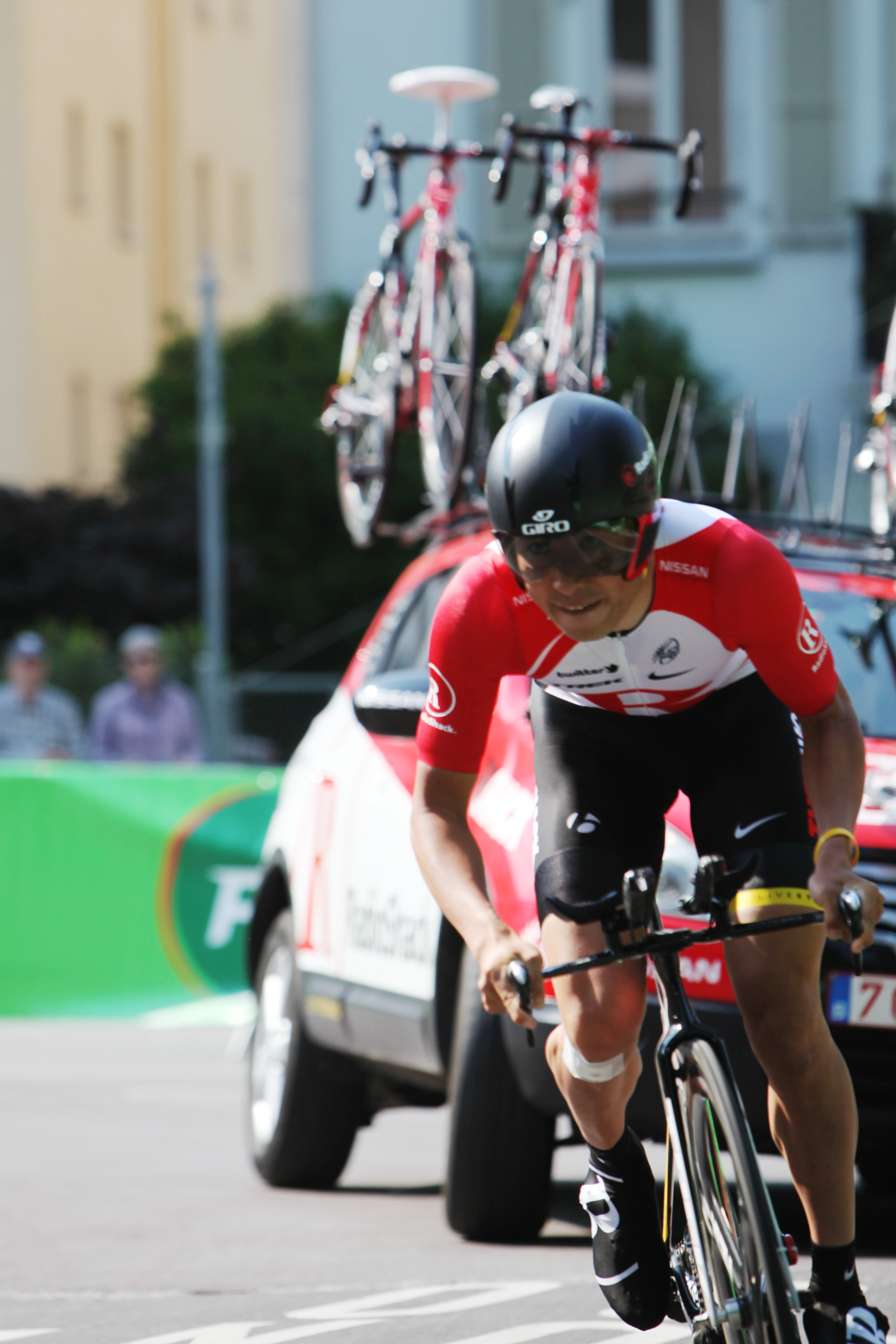
Fumiyuki Beppu under 2011 års Romandiet runt.

Fumiyuki Beppu (japanska: 別府史之), född 10 april 1983 i Chigasaki, Kanagawa, är en japansk professionell tävlingscyklist som tävlar för det australiska stallet Orica GreenEDGE sedan 2012.
Beppu blev professionell med Discovery Channel Pro Cycling Team 2005 och tävlade med dem tills stallet lade ner. Under sitt sista år i Discovery Channel Pro Cycling Team slutade han tvåa på etapp 3 under Romandiet runt efter italienaren Matteo Bono. 
I september 2007 berättade Skil-Shimano att de hade kontrakterat japanen under en säsong.
Han blev krönt till japansk nationsmästare i både tempo och på landsväg i juni 2006, en bedrift som han upprepade 2011.
På Romandiet runts tredje etapp under 2007 slutade japanen på tredje plats bakom Matteo Bono.
2008 vann Beppu vann de Asiatiska mästerskapen. 
Under säsongen 2009 slutade Beppu på andra plats på etapp 1 av Route du Sud bakom Nicolas Rousseau. Han slutade på åttonde plats på etapp 3 av Tour de France 2009. Beppu blev även utsedd till den mest offensive cyklisten under etapp 21. I augusti 2009 slutade Beppu på fjärde plats på Shimano Road Race-Suzuka.

## Privatliv
Fumiyuki Beppu är yngre bror till Takumi Beppu, även han tävlingscyklist.

## Meriter
2003
Japansk U23-landsvägsmästare
2004 – VC La Pomme
1:a, etapp 1 – Giro della Valle d'Aosta
1:a, bergspriset, Ronde de l'Isard d'Ariege
2005 – Discovery Channel Pro Cycling Team
3:a, Ungdomstävlingen – Circuit de la Sarthe
2006 – Discovery Channel Pro Cycling Team
1:a,  Nationsmästerskapens tempolopp
1:a,  Nationsmästerskapens linjelopp
2007 – Discovery Channel Pro Cycling Team
2:a, etapp 3, Romandiet runt
2008 – Skil-Shimano
1:a, Asiatiska cykelmästerskapens linjelopp
3:a, etapp 1, Tour of Qatar
2009
2:a, etapp 1, Route du Sud
2011 – Team Radioshack
1:a,  Nationsmästerskapens tempolopp
1:a,  Nationsmästerskapens linjelopp

## Stall
- Discovery Channel Pro Cycling Team 2005–2007
- Skil-Shimano 2008–2009
- Team RadioShack 2010–2011
- Orica-GreenEDGE 2012–